# Five Nights at Freddy's 2
Five Nights at Freddy's 2 (FNaF 2) este un joc video de groază și supraviețuire dezvoltat și publicat de Scott Cawthon. Lansat pe 11 noiembrie 2014, acesta este al doilea joc din seria Five Nights at Freddy's și servește ca un prequel pentru jocul original. Jocul este cunoscut pentru atmosfera sa înfricoșătoare, povestea captivantă și gameplay-ul tensionat. 

## Gameplay
În Five Nights at Freddy's 2, jucătorul preia rolul unui nou angajat pe timp de noapte la Freddy Fazbear's Pizza, un restaurant pentru copii. Jucătorul trebuie să supraviețuiască cinci nopți (și nopți suplimentare, mai dificile, cunoscute sub numele de "Nopțile Personalizate") în fața unor animatronici ostili care devin activi pe timp de noapte.

## Mecanica Jocului
FNaF 2 introduce mai multe schimbări și îmbunătățiri față de primul joc:
- Lipsa ușilor: Spre deosebire de primul joc, unde jucătorul putea închide ușile pentru a se proteja de animatronici, în FNaF 2, jucătorul nu are uși. În schimb, trebuie să folosească o mască de Freddy Fazbear pentru a păcăli animatronii.
- Lanterna: Jucătorul are la dispoziție o lanternă cu baterie limitată pentru a ilumina holurile și a alunga anumite animatronici.
- Mecanismul de înfășurare a cutiei muzicale: O cutie muzicală trebuie înfășurată constant pentru a preveni atacul unui animatronic numit The Puppet.
- Ventilații: Anumite animatronici pot călători prin ventilațiile de aer și jucătorul trebuie să fie vigilent și să le blocheze accesul.

## Animatronici
FNaF 2 include atât animatronici vechi, cât și noi. Printre aceștia se numără:
- Freddy Fazbear: Mascota restaurantului.
- Bonnie the Bunny: Chitaristul trupei.
- Chica the Chicken: Vocalistul secundar.
- Foxy the Pirate Fox: Un animatronic deteriorat, dar periculos.
- Toy Animatronics: Versiuni mai noi și mai strălucitoare ale animatronicilor originali, inclusiv Toy Freddy, Toy Bonnie, Toy Chica și Mangle.
- The Puppet (sau Marionette): Un animatronic ce trebuie ținut sub control prin înfășurarea unei cutii muzicale.
- Balloon Boy (BB): Un animatronic care fură bateriile lanternei.

## Poveste
Five Nights at Freddy's 2 este un prequel și explorează evenimentele care au avut loc înainte de primul joc. Jucătorul descoperă treptat mai multe despre istoria întunecată a restaurantului, inclusiv dispariția și presupusele crime ale copiilor, ceea ce duce la creșterea activității paranormale.
Pe parcursul jocului, jucătorul primește apeluri telefonice de la un personaj numit "Phone Guy", care oferă informații despre funcționarea animatronicilor și despre măsurile de securitate ale restaurantului.

## Moduri de Joc
FNaF 2 include mai multe moduri de joc:
- Nopțile principale: Cinci nopți inițiale pe care jucătorul trebuie să le supraviețuiască.
- Nopți suplimentare: "Noaptea a șasea" și "Nopțile Personalizate" care oferă provocări mai mari.
- Modul Custom Night: Jucătorul poate seta dificultatea animatronicilor de la 0 la 20, creând propriile provocări.

## Dezvoltare și Lansare
Scott Cawthon a dezvoltat Five Nights at Freddy's 2 într-un timp relativ scurt după succesul primului joc. Lansarea sa a fost anunțată inițial pentru 25 decembrie 2014, dar a fost devansată pe 11 noiembrie 2014 datorită finalizării timpurii a dezvoltării.
Jocul a fost primit cu entuziasm de comunitatea de jucători și a devenit rapid popular datorită combinației de atmosferă tensionată, poveste captivantă și gameplay provocator.

## Primire Critică
Five Nights at Freddy's 2 a primit recenzii pozitive din partea criticilor și jucătorilor. A fost lăudat pentru îmbunătățirile aduse față de primul joc, adăugarea de noi mecanici și creșterea nivelului de dificultate. Criticii au apreciat, de asemenea, modul în care jocul a extins și a aprofundat povestea din universul Five Nights at Freddy's.

## Moștenire
FNaF 2 a avut un impact semnificativ asupra culturii populare și a continuat să contribuie la succesul francizei Five Nights at Freddy's. A inspirat numeroase teorii, discuții și analize din partea fanilor, precum și creații de conținut precum fan art, cosplay și video-uri pe platformele de social media.
Franciza a continuat să se extindă cu noi jocuri, cărți și chiar planuri pentru un film, consolidându-și locul ca un fenomen cultural și unul dintre cele mai cunoscute jocuri de groază din era modernă.
Five Nights at Freddy's 2 rămâne un punct de referință în jocurile de groază, demonstrând cum un joc cu mecanici simple, dar bine gândite, poate crea o experiență profundă și memorabilă.